# Крус, Селия

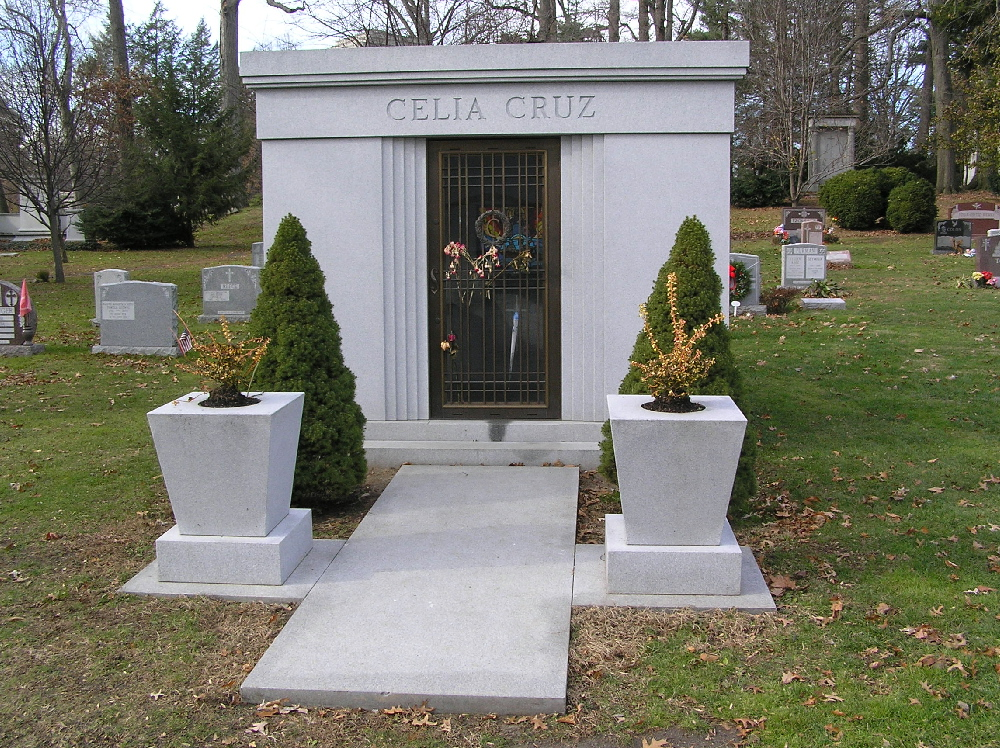
Мавзолей Селии Крус на кладбище в Бронксе

Се́лия Крус (исп. Celia Cruz, полное имя Úrsula Hilaria Celia Caridad Cruz Alfonso, Урсула Илария Селия Каридад Крус Алфонсо; 21 октября 1925, Гавана, Куба — 16 июля 2003, Форт-Ли, Нью-Джерси, США) — популярная латиноамериканская исполнительница сальсы.

## Биография
Урсула Хилария Селия де ла Каридад Крус Альфонсо родилась 21 октября 1925 года на улице Серрано 47 в районе Сантос Суарес в Гаване, Куба.
На фоне событий конца 1950-х — начала 1960-х, в ходе которых на Кубе была свергнута военная хунта президента Фульхенсио Батисты, и провозглашена кубинская социалистическая революция пришедшим к власти Фиделем Кастро, Селия Крус приняла решение эмигрировать в соседние США, где и прожила оставшуюся жизнь, занимаясь творческой деятельностью в штате Нью-Джерси (при этом согласно документам Госдепартамента США она в 20-летнем возрасте вступила в молодёжную организацию Народно-социалистической партии, и за её связи с коммунистами ей отказывали в американской визе в 1952 и 1955). Селия побывала с выступлениями и концертами во всей Латинской Америке.

## Дискография
- 2003 Homenaje a Beny Moré
- 2003 Celia & Johnny
- 2003 Dios Disfrute a la Reina
- 2003 Son Boleros, Boleros Son
- 2003 Reina de la Música Cubana
- 2003 Regalo del Alma
- 2003 Más Grande Historia Jamás Cantada
- 2003 Estrellas de la Sonora Matancera
- 2003 Celia in the House: Classic Hits Remixed
- 2003 Carnaval de la Vida
- 2003 Candela Pura
- 2002 Unrepeatable (Celia Cruz album)|Unrepeatable
- 2002 Hits Mix
- 2001 La Negra Tiene Tumbao
- 2000 Siempre Viviré
- 2000 Salsa
- 2000 Habanera (album)|Habanera
- 2000 Celia Cruz and Friends: A Night of Salsa
- 1999 En Vivo Radio Progreso, Vol. 3
- 1999 En Vivo Radio Progreso, Vol. 2
- 1999 En Vivo Radio Progreso, Vol. 1
- 1999 En Vivo C.M.Q., Vol. 5
- 1999 En Vivo C.M.Q., Vol. 4
- 1998 Mi Vida Es Cantar
- 1998 Afro-Cubana
- 1997 También Boleros
- 1997 Duets (Celia Cruz album)|Duets
- 1997 Cambiando Ritmos
- 1996 Celia Cruz Delta
- 1995 Irresistible (Celia Cruz album)|Irresistible
- 1995 Festejando Navidad
- 1995 Double Dynamite (Celia Cruz album)|Double Dynamite
- 1995 Cuba’s Queen of Rhythm
- 1994 Merengue Saludos Amigos
- 1994 Mambo del Amor
- 1994 Irrepetible
- 1994 Homenaje a Los Santos
- 1994 Guaracheras de La Guaracha
- 1993 Introducing (Celia Cruz album)|Introducing
- 1993 Homenaje a Beny Moré, Vol. 3
- 1993 Boleros Polydor
- 1993 Azucar Negra
- 1992 Verdadera Historia
- 1992 Tributo a Ismael Rivera
- 1991 Reina del Ritmo Cubano
- 1991 Canta Celia Cruz
- 1990 Guarachera del Mundo
- 1988 Ritmo en el Corazón
- 1987 Winners (album)|Winners
- 1986 De Nuevo
- 1986 Candela (album)|Candela
- 1983 Tremendo Trío
- 1982 Feliz Encuentro
- 1981 Celia & Willie
- 1980 Celia/Johnny/Pete
- 1977 Only They Could Have Made This Album
- 1976 Recordando El Ayer
- 1975 Tremendo Caché
- 1974 Celia & Johnny
- 1971 Celia Y Tito Puente en España
- 1970 Etc. Etc. Etc.
- 1969 Quimbo Quimbumbia
- 1968 Serenata Guajira
- 1968 Excitante
- 1967 A Ti México
- 1967 Bravo Celia Cruz
- 1966 Son con Guaguancó
- 1966 Cuba Y Puerto Rico Son
- 1965 Sabor y Ritmo de Pueblos
- 1965 Canciones Premiadas
- 1959 Mi Diario Musical
- 1958 Incomparable Celia

## Награды
Она записала 20 золотых пластинок и получила более 100 наград от различных организаций, газет и журналов в различных странах. В 1987 году Селия получила свою звезду на знаменитой аллее славы в Голливуде. В 1994 году была удостоена Национальной медали США в области искусств.
Селия была номинирована 13 раз на премию Грэмми и получила её дважды — в 1988 и 2000 годах.